# Егнатія
«Егнатія» (алб. KF Egnatia) — албанський футбольний клуб з містечка Ррогожине, заснований 1964 році. Виступає у найвищому дивізіоні Албанії.

## Історія
Футбол у містечку має давні традиції ще за часів Першої світової війни тут було створено аматорську команду, яка згодом виступала у другому дивізіоні Албанії.
Після Другої світової війни змінилась структура ліги і до найвищого дивізіону потрапляли лише клуби районного рівня.
«Егнатія» пробилась до Суперліги влітку 2004 але відіграла лише сезон та вибула з найвищого дивізіону.
У травні 2021 року «Егнатія» вдруге в історії пробилась до албанської Суперліги.
1 червня 2023 року команда вперше здобула Кубок Албанії у фіналі перегравши «Тирану» в додатковий час з рахунком 1–0.
14 травня 2024 року «Егнатія» вдруге поспіль здобула Кубок Албанії у фіналі перегравши «Кукесі» з рахунком 1–0.
26 травня 2024 року команда вперше стала чемпіоном Албанії перегравши у фіналі «Партизані» 1–0.
26 грудня 2024 року «Егнатія» вперше здобула Суперкубок Албанії перегравши «Кукесі» з рахунком 2–0.
1 травня 2025 року команда поступилась у фіналі Кубка Албанії столичному «Динамо» по пенальті 4–5.
12 травня 2025 року «Егнатія» вдруге поспіль здобула титул чемпіона Албанії перегравши у фіналі «Влазнію» 4–0.

## Досягнення
Чемпіонат Албанії
- Чемпіон (2): 2024, 2025

Кубок Албанії
- Володар (2): 2023, 2024

Суперкубок Албанії
- Володар (1): 2024

## Виступи в єврокубках
| Сезон   | Турнір                | Раунд | Клуб                 | Вдома    | На виїзді | Разом        |
| ------- | --------------------- | ----- | -------------------- | -------- | --------- | ------------ |
| 2023–24 | Ліга конференцій УЄФА | 1КР   | Арарат-Вірменія      | 4–4 (дч) | 1–1       | 5–5 пен. 2–4 |
| 2024–25 | Ліга чемпіонів УЄФА   | 1КР   | Борац                | 2–1 (дч) | 0–1       | 2–2 пен. 1–4 |
| 2024–25 | Ліга конференцій УЄФА | 2КР   | Вікінгур (Рейк'явік) | 0–2      | 1–0       | 1–2          |
| 2025–26 | Ліга чемпіонів УЄФА   | 1КР   | Брєйдаблік           | 1–0      | 0–5       | 1–5          |
| 2025–26 | Ліга конференцій УЄФА | 2КР   | Динамо (Мінськ)      | 1–0      | 2–0       | 3–0          |
| 2025–26 | Ліга конференцій УЄФА | 3КР   | Олімпія              | 2–4 (дч) | 0–0       | 2–4          |

- 1КР = Перший кваліфікаційний раунд
- 2КР = Другий кваліфікаційний раунд